# Godyris furina
Godyris furina är en fjärilsart som beskrevs av Frederick DuCane Godman och Osbert Salvin 1880. Godyris furina ingår i släktet Godyris och familjen praktfjärilar. Inga underarter finns listade i Catalogue of Life.